# José Moreira de Campos
José Moreira de Almeida Campos (Orgens, Viseu, 24 de setembro de 1898 — Lisboa, 30 de abril de 1967), mais conhecido como José Moreira de Campos foi um oficial da Marinha de Guerra, compulsivamente reformado pelo governo salazarista ao abrigo do Decreto Lei nº 25316, de 13 de Maio de 1935, membro do MUNAF e do Diretório Democrato-Social, foi um dos republicanos históricos, tradicional oposicionista ao salazarismo.

## Biografia
Nasceu a 24 de Setembro de 1898, em Tondelinha, Orgens, Viseu, filho de João Moreira de Almeida Campos e de Elisa Teixeira de Carvalho. 
Maçon, integrou o MUNAF,  Movimento de Unidade Nacional Antifascista, constituído no final do ano de 1943. Trata-se do primeiro grande movimento unitário antifascista dos anos 40, em que estão representados o Partido Republicano Português, o extinto Partido Socialista (ou SPIO, Secção Portuguesa da Internacional Operária), a recém-criada União Socialista, o Partido Comunista Português, a Maçonaria, alguns anarco-sindicalistas, católicos, monárquicos e independente. Presidido por Norton de Matos, da sua Comissão Executiva fazem parte José Magalhães Godinho, Fernando Piteira Santos, Moreira de Campos, Alberto Rocha e Manuel Duarte.
Apoiou as candidaturas de Norton de Matos, Quintão Meireles e Humberto Delgado à Presidência da República.
Fez parte do Directório Democrato-Social, que foi uma estrutura da oposição democrática ao regime ditatorial do Estado Novo criada em 1949 por iniciativa de um grupo de antigos militantes republicanos, designados por "Os Barbas", que incluía, entre outros, Mário de Azevedo Gomes, Jaime Cortesão e António Sérgio, Acácio Gouveia, Cunha Leal, Carlos Sá Cardoso, Carlos Pereira, Moreira de Campos, Nuno Rodrigues dos Santos e Raul Rego.
Foi preso pela PIDE em 7 de Janeiro de 1952 por envolvimento na suposta intentona da Rua da Assunção, juntamente com o capitão Henrique Galvão, o brigadeiro Maia e o coronel Tadeu. Recolhem à cadeia do Aljube, sendo transferidos posteriormente para a Casa de Reclusão da Trafaria, onde permanecem até Julho do mesmo ano.
Ligado a Mendes Cabeçadas, pertence ao grupo da Sociedade de Geografia, criticando asperamente o modelo de Adriano Moreira.
Morreu em Lisboa a 30 de Abril de 1967.

## Obras
Enquanto historiador deixou uma vasta obra:
- D. Francisco de Almeida
- A vida heroica do grande capitão André Furtado de Mendonça
- Afonso de Albuquerque
- Infante D. Henrique e os Descobrimentos dos portugueses
- Bom Nome e Reputação
- Rumo de Portugal
- A Fé e o Império
- A luta pelo poder naval

## Condecorações
Recebeu as seguintes condecoração:
- Medalha de prata comemorativa da Guerra europeia
- Medalha de prata da classe de Bons Serviços
- Medalha da Vitória
- Medalha militar de pratada Classe de Comportamento Exemplar
- Oficial da Ordem Militar de Avis (5 de outubro de 1930)[8] e da Ordem de Espada da Suécia

Por Portaria de 16 de Dezembro de 1919, ao tempo da revolta monárquica do norte, foi louvado o então guarda-marinha José Moreira de Campos, "pela forma como comandou o seu pelotão no ataque a Estarreja, efectuando vários reconhecimentos, no que mostrou muita firmeza e sangue frio considerando-se de importantes e extraordinários tais serviços. 